# Truco del plato

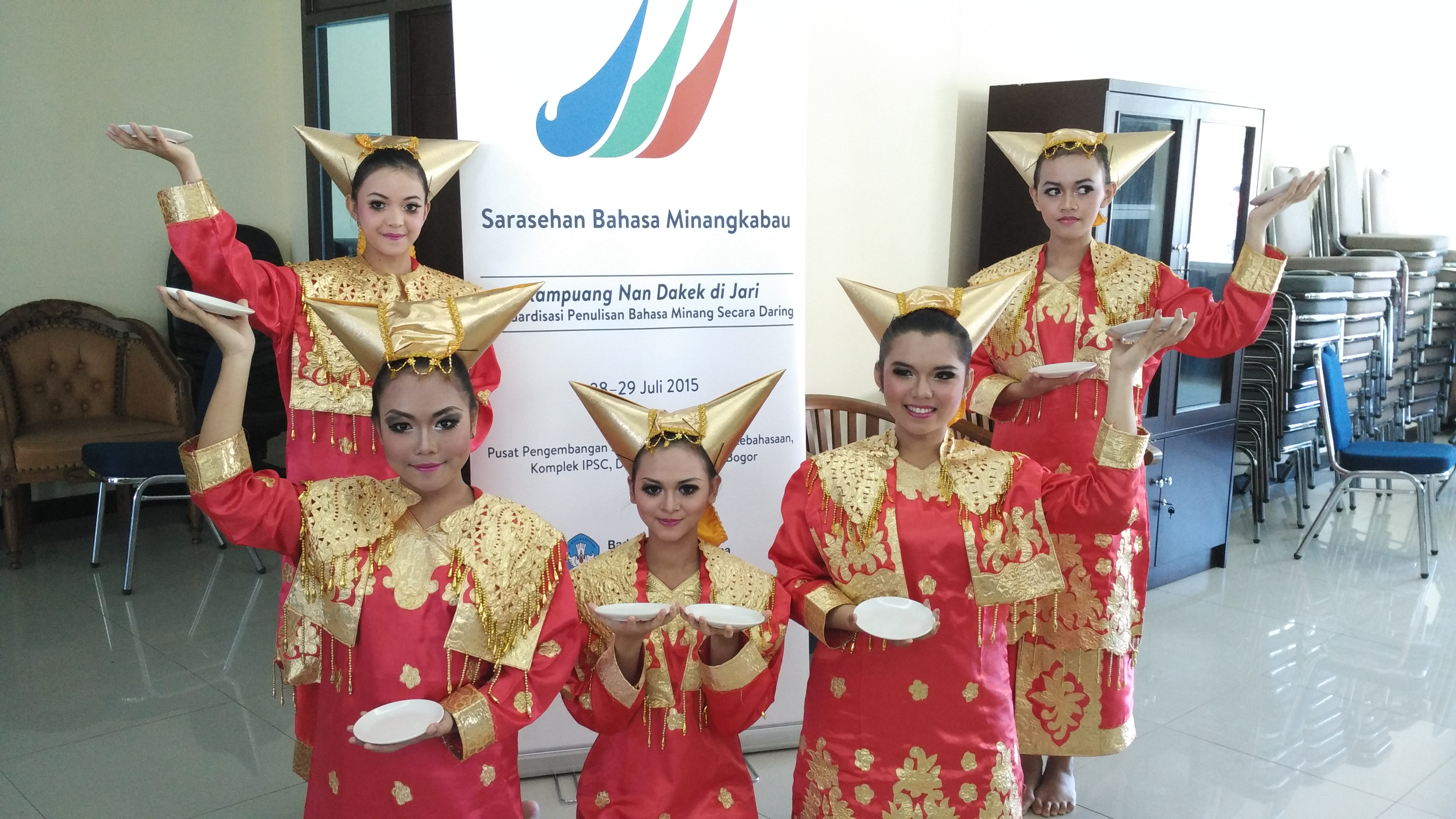
Danza tradicional balinesa

En matemáticas y física, el truco del plato, también conocido como el truco del cinturón de Dirac, el truco del cinturón o el truco de la copa balinesa, es una de las varias demostraciones de la idea de que girar 360 grados un objeto sujeto con bandas unidas a puntos fijos,  no devuelve el sistema a su estado original, mientras que una segunda rotación de 360 grados, es decir, una rotación total de 720 grados, sí lo hace. Matemáticamente, es una demostración del teorema de que SU(2) (que recubre doblemente SO(3)) es simplemente conexo. Decir que SU(2) recubre doblemente SO(3), significa esencialmente que los cuaterniones unitarios representan dos veces el grupo de rotaciones.

## Demostración
Apoyando un pequeño plato plano sobre la palma de la mano, es posible realizar dos rotaciones completas de la mano mientras se mantiene el plato siempre boca arriba. Después de la primera rotación, el brazo estará doblado, pero después de la segunda rotación terminará en su posición original. Para hacer esto, en la  primera rotación se hace que la  mano pase por encima del hombro, girando el brazo. En la segunda rotación,  se pasa por debajo del hombro, y se deshace el giro del brazo. 
Hay una danza balinesa de la vela, donde se sostiene una copa con una vela encendida en su interior, en lugar de un plato. Dado que los pies del bailarín permanecen fijos durante la maniobra, pero la mano gira dos veces, todos los segmentos del brazo y el hombro y otras partes del cuerpo que conectan suavemente los pies a la mano, se ven sometidos a rotaciones intermedias, entonces los bucles de rotación que sufre cada segmento se cancelan progresivamente a medida que se avanza desde la mano a lo largo del brazo hasta el hombro, el torso, las piernas y, finalmente, los pies, que representan el colapso del bucle en un punto, puesto que no han girado. 
La figura de giros en ocho que se usa para rotar un bastón en los desfiles o para hacer girar las armas en las artes marciales y en la esgrima, proporcionan situaciones similares. Aquí también es bastante fácil y natural colapsar el movimiento de la mano progresivamente hacia abajo a través de un movimiento hacia una posición estacionaria, proporcionando una demostración adicional, y quizás más intuitiva, de que el bucle de doble rotación se puede cancelar en un punto. 
En la física matemática, el truco ilustra el álgebra de los cuaterniones que subyace detrás del giro de los espinores. Al igual que con el truco del plato, los espines de estas partículas regresan a su estado original solo después de dos rotaciones completas, no después de una. 

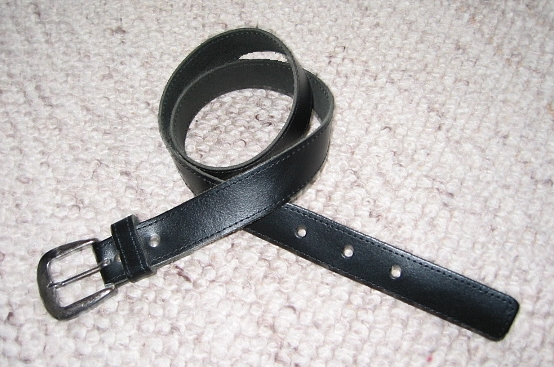
Cinturón de cuero con hebilla.

El mismo fenómeno se puede demostrar usando un cinturón de cuero con una hebilla, cuya punta sirve como indicador. El extremo opuesto a la hebilla se sujeta para que no pueda moverse. El cinturón se extiende sin torcerse y se mantiene horizontal mientras se gira la hebilla en el sentido de las agujas del reloj una vuelta completa (360°), como se aprecia al observar la punta. El cinturón aparecerá torcido, y ninguna maniobra de la hebilla que lo mantiene horizontal y apuntado en la misma dirección puede deshacer el giro. Obviamente, un giro de 360° en el sentido contrario a las agujas del reloj desharía el giro. El elemento sorpresa del truco es que un segundo giro de 360° también en el sentido de las agujas del reloj, mientras aparentemente hace que el cinturón esté todavía más retorcido, permite que el cinturón regrese a su estado desenroscado al maniobrar la hebilla por debajo del extremo sujeto, mientras se mantiene siempre horizontal y apuntada en la misma dirección.
Matemáticamente, el cinturón sirve como un registro (a medida que un observador se mueve a lo largo de él), de cómo la hebilla se transformó de su posición original, con el cinturón desenroscado, a su posición girada final. El extremo sujeto siempre representa la rotación nula. El truco demuestra que una ruta en el espacio de rotación (SO3) que produce una rotación de 360 grados no es homótopa equivalente a una rotación nula, pero una ruta que produce una doble rotación (720°) sí es equivalente a la rotación nula.

## En la ficción
- Una extensión ficticia del truco del cinturón aparece en la novela Solar de Ian McEwan, como un elemento de la trama para explicar el trabajo merecedor del premio Nobel del protagonista.

- El actor Dick van Dyke realiza el truco del plato en la película para niños Chitty Chitty Bang Bang (1968).[6]